# Arnstein (Baviera)
Arnstein è un comune urbano tedesco di 8 209 abitanti, situato nel circondario del Meno-Spessart nel distretto della Bassa Franconia nel land della Baviera.

## Geografia antropica

### Frazioni
- Altbessingen
- Arnstein
- Binsbach
- Binsfeld
- Büchold
- Gänheim
- Halsheim
- Heugrumbach
- Müdesheim
- Neubessingen
- Reuchelheim
- Schwebenried